# Earth Television Network
Earth Television Network GmbH（アース・テレビジョン・ネットワーク）は、ドイツ・ミュンヘンに本社を置くテレビ番組制作会社である。略称はearthTV。

## 概要
世界各地の主要都市や観光地にライブカメラを設置し、その地点の様子を生中継。その映像を元にオリジナル番組を制作し、通信衛星を通じて世界各国の放送局に配信している。また、自社のウェブサイトで無料のオンデマンド配信を行っている。
全てのライブカメラはミュンヘンの本社から遠隔操縦でき、ズームイン・アウトや方向転換もほぼ自由自在。それにより、毎回異なるアングルの映像の提供を実現している。

## 主な番組

### The World LIVE
文字通り、世界各地の今の様子を伝える生中継。1回あたり90秒の番組枠内で5～6箇所のカメラ設置地点をランダムに映し出す。

### Motion Timelapse
あるカメラ設置地点の1日分の映像を収録し、それを1分に圧縮し、高速再生して見せる番組。

## 主なカメラ設置地点

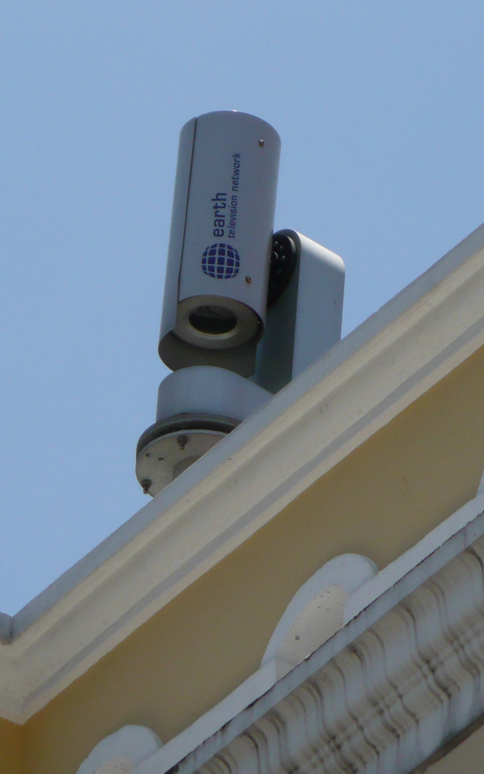
マカオに設置されている
earthTVのカメラ

- ドイツ国内：ベルリン、ミュンヘン、デュッセルドルフ、ハンブルクなど
- ヨーロッパ：ロンドン、パリ、ヘルシンキ、ウィーン、ブリュッセル、ヴェネツィア、アムステルダムなど
- 北米：ニューヨーク、ロサンゼルス、シアトル、ナイアガラ、ハワイ島など
- アジア：香港、マカオ、マニラ、セブ島、ドバイなど
- オセアニア：メルボルン、シドニーなど

日本国内には、富士スピードウェイにライブカメラが設置されている。

## 日本での視聴方法
同社公式サイトから視聴できる。
かつてはスカパー!やケーブルテレビなどで放送されているBBCワールドで、1日に4回程度「The World LIVE」が放送されていた。
BSデジタル放送局BS11がニュース番組中に放送していたが、2008年11月末をもって終了した。この時点では日本でのカメラ設置は行われていなかった。

## サウンドトラック
番組で使用されているBGMは「earth grooves Vol.1」というCDにまとめられて販売されている。日本からでもAmazon.deなど、主にドイツ国内のインターネット通販サイトから購入できる。